# Vespasiano Correa
Vespasiano Correa är en kommun i Brasilien.   Den ligger i delstaten Rio Grande do Sul, i den södra delen av landet, 1 500 km söder om huvudstaden Brasília. Antalet invånare är 1 974.
I omgivningarna runt Vespasiano Correa växer i huvudsak städsegrön lövskog. Runt Vespasiano Correa är det ganska glesbefolkat, med 31 invånare per kvadratkilometer.